# Reckless
Reckless (с англ. — «Безрассудный») — четвёртый студийный альбом канадского певца и автора песен Брайана Адамса, выпущенный A&M Records 5 ноября 1984 года, в день 25-летия Адамса. Как и его предшественник Cuts Like a Knife, альбом был полностью спродюсирован Адамсом и Бобом Клирмаунтином.
Reckless имел коммерческий успех, было продано более 12 миллионов копий по всему миру, что сделало его вторым самым продаваемым студийным альбомом Адамса на сегодняшний день — после его альбома 1991 года Waking up the Neighbours. Это также был первый канадский альбом, проданный тиражом более одного миллиона копий в Канаде, и он был сертифицирован 11 раз платиновым в стране. Альбом достиг первого места в американском чарте Billboard 200. Альбом также получил положительные отзывы критиков, а современные рецензии хвалили его написание песен и качество звука.
Песня «It’s Only Love» была номинирована на премию Грэмми в категории «лучшее вокальное рок-исполнение дуэтом или группой», а в 1986 году она выиграла «премию MTV Video Music Award за лучшее выступление на сцене».
Всего в альбом вошло шесть синглов: «Run to You» (№ 6 в США), «Somebody» (№ 11), «Heaven» (№ 1 на две недели), «Summer of '69» (№ 5), «One Night Love Affair» (№ 13) и «It’s Only Love» (№ 15). И все они вошли в top-15 в американском чарте Billboard Hot 100, что ранее удавалось лишь диску Майкла Джексона «Thriller». Альбом был назван под № 12 в Списке величайших альбомов Канады всех времён (Greatest Canadian Album of All Time), по мнению критика Боба Мерсеро в его книге The Top 100 Canadian Albums. Альбом был записан на студии Little Mountain Sound Studios в Ванкувере (Канада). 12 декабря 2009 года радиопрограмма In the Studio отмечала 25-летний юбилей со дня выхода альбома. Диск также вошёл в список 100 величайших альбомов хеви-метал, по мнению журнала «Kerrang!» («100 Greatest Heavy Metal Albums Of All Time»).

## Разработка
«Heaven» была первой песней, записанной для альбома, изначально написанной Адамсом и Джимом Валлансом для фильма «Ночь на небесах». Поскольку песня уже была выпущена в альбоме саундтреков к фильму, изначально её не планировалось включать в Reckless, так как она считалась слишком «лёгкой» для альбома.
Адамс и Валланс продолжали писать и записывать песни для альбома в течение 1983 и 1984 годов, и сессии звукозаписи начались в марте 1984 года в студии Little Mountain Sound Studios в Ванкувере. Они работали с продюсером Бобом Клирмаунтином, который был сопродюсером предыдущего альбома Адамса Cuts Like a Knife.
Девять треков для альбома были завершены в августе 1984 года, после того как Адамс и Клирмаунтин вылетели в Нью-Йорк, чтобы записать несколько вокальных наложений на Power Station. Однако Адамс не был полностью удовлетворён альбомом, и он проконсультировался со своим менеджером Брюсом Алленом, который послушал альбом и спросил его: «Где рок?». Это побудило Адамса и Валланса вернуться в Ванкувер и перезаписать две песни: «One Night Love Affair» и «Summer of '69», а также написать «Kids Wanna Rock»; альбом был в конечном итоге завершён в конце того же месяца.

## Продвижение

### Синглы
«Run to You» был выпущен как главный сингл с альбома Reckless 18 октября 1984 года в Северной Америке. Песня стала первым хитом Адамса номер один в чарте Billboard Top Rock Tracks, и удерживалась на этой позиции четыре недели; она также достигла шестого места в Billboard Hot 100. Песня также достигла 4-го места в канадском чарте синглов и стала его самой высоко оцененной песней в Канаде в то время. «Run to You» также достигла 8-го места в Ирландии и достигла 11-го места в UK Singles Chart; это был его второй сингл, попавший в чарты в Европе.
«Somebody» был выпущен как сингл в январе 1985 года. Песня стала вторым хитом Адамса номер один в чарте Billboard Top Rock Tracks и достигла 11-го места в Billboard Hot 100. «Somebody» был в топ-20 канадского чарта синглов в течение шести недель; это был четвёртый хит Адамса, попавший в топ-20 канадского чарта. «Somebody» был выпущен в Европе в феврале 1985 года и достиг 20-го места в Ирландии и попал в топ-40 UK Singles Chart под номером 35; это был третий сингл Адамса, попавший в чарты в Европе.
«Heaven» был третьим синглом, выпущенным с альбома Reckless, достигнув 1-го места в чарте Billboard Hot 100 в течение двух недель в июне 1985 года; ранее песня достигла 9-го места в чарте Billboard Top Rock Tracks в феврале 1984 года из-за её включения в саундтрек к фильму «Ночь на небесах».

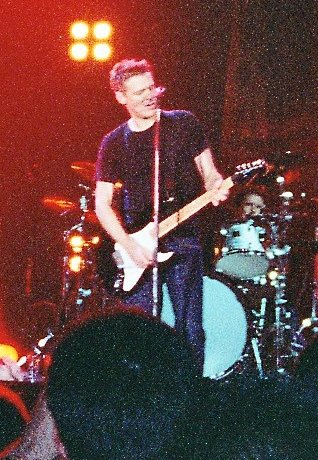
Адамс исполняет «Summer of '69» в Дублине, Ирландия.

После выхода Reckless в ноябре 1984 года, «Summer of '69» попал в ротацию на ориентированных на альбомы рок-радиостанциях, достигнув 40-го места в чарте Billboard Top Rock Tracks. После выпуска четвёртым синглом 17 июня 1985 года, «Summer of '69» достиг пятого места в Billboard Hot 100. "Summer of '69" был сертифицирован как четырежды платиновый в Великобритании.
«One Night Love Affair» был выпущен как пятый сингл альбома в сентябре 1985 года, достигнув 13-го места в чарте Billboard Hot 100 и 7-го места в чарте Top Rock Tracks. «One Night Love Affair» был официально выпущен на канадских радиостанциях в феврале 1985 года. Песня достигла двадцатки лучших в Canadian Singles Chart.
«It's Only Love» — шестой и последний сингл с альбома Reckless, выпущенный 25 октября 1985 года в Великобритании. «It's Only Love» достиг 15-го места в Billboard Hot 100 и 29-го места в UK Singles Chart.

### 30th Anniversary edition
В июне 2008 года оригинальные мастер-записи Reckless были уничтожены во время пожара на съёмочной площадке Universal Studios. Несмотря на потерю оригинальных мастер-записей, резервная копия мастер-записи Reckless была обнаружена в доме Адамса и легла в основу ремастерингового издания альбома в честь 30-летия в 2014 году.
В ознаменование 30-летия альбома 10 ноября 2014 года было выпущено расширенное 30th Anniversary edition; первый диск включает семь ранее не издававшихся треков, а второй диск включает живую концертную аудиозапись с его тура 1985 года, записанную в Hammersmith Odeon, Лондон 20 апреля 1985 года BBC Radio 1. Blu-ray audio release дополнительно включает 5.1 Surround Mix; Dolby Atmos Mix позже был доступен на Apple Music. Тур под названием Reckless 30th Anniversary Tour проходил с ноября 2014 года по октябрь 2015 года и состоял из 87 концертов в Северной Америке и Европе.

## Отзывы
| Оценки критиков               | Оценки критиков |
| Источник                      | Оценка          |
| ----------------------------- | --------------- |
| AllMusic                      | [ 24 ]          |
| The Great Rock Discography    | 7/10            |
| Rolling Stone                 | [ 26 ]          |
| The Rolling Stone Album Guide | [ 27 ]          |
| Encyclopedia of Popular Music | [ 28 ]          |
| Robert Christgau              | C−              |
| The Daily Vault               | A−              |

После выхода альбом получил положительные отзывы критиков, которые отметили продюсирование Клирмаунтина и авторство песен Адамса. Райан Хили из uDiscover Music описал альбом как «классику стадионного размера», демонстрирующую «этику рабочего класса» Адамса и «умение рассказывать истории в стиле Спрингстина». Хили также отметил, что Адамс и его давний соавтор Джим Валланс «мастерски» использовали «поп/рок, дружественный радио-вибрации середины восьмидесятых». Classic Rock Review назвал альбом «особенно сильной демонстрацией многослойных гитар Кита Скотта», похвалил «первозданное качество звука» альбома и выделил «Run to You» как имеющую «лишь оттенок сюрреалистической темноты». Дэйв Эверли из Louder отметил Reckless как «тот, который превратил [Адамса] из новичка в чемпиона», заметив, что «возможно, он не изобрёл арена-рок, но он определённо усовершенствовал его». Эверли также похвалил способность Адамса сочинять «запоминающиеся, цепляющие фразы» и «петь со страстью и убеждённостью». В менее позитивной рецензии Кристофер Коннелли из Rolling Stone похвалил «рождённый для рока» вокал Адамса и продюсерскую работу Клирмаунтина, но выразил презрение к написанию песен в «Run to You» и «Kids Wanna Rock», причём последняя была неблагоприятно сравнена с «It’s Still Rock and Roll to Me» Билли Джоэла.
В 1985 году альбом получил премию Juno Award в номинации «Альбом года». Kerrang! назвал Reckless «Альбомом года» 1985 года и № 49 в списке «100 величайших хэви-метал альбомов всех времен» в 1989 году. Альбом также занял 12 место в книге «100 лучших канадских альбомов» Боба Мерсеро. «It’s Only Love» был номинирован на премию «Грэмми за лучшее вокальное рок-исполнение дуэтом или группой» и получил премию MTV Video Music Awards за лучшее сценическое исполнение в 1986 году.

## Коммерческий успех
Вскоре после выхода Reckless достиг шестого места в Billboard 200 в январе 1985 года, а затем выбыл из топ-10. Успех синглов «Heaven» и «Summer of ’69» в середине 1985 года возродил интерес к альбому, и он снова начал подниматься вверх по чарту, в итоге заняв первое место в августе 1985 года. Reckless также стал номером 1 в Канаде и Новой Зеландии, номером 2 в Норвегии и Австралии, а также вошёл в десятку лучших в Великобритании, Швейцарии и Швеции. В Канаде альбом вошёл в топ-10 вскоре после выхода, достигнув вершины на первом месте в феврале 1985 года, и периодически входил в топ-10 в 1985-86 годах. Reckless был сертифицирован одиннадцать раз платиновым изданием Music Canada за 1 100 000 копий, поставленных в Канаде, и стал первым канадским альбомом, проданным в стране тиражом более миллиона копий. Он также сертифицирован пять раз платиновым изданием Американской ассоциацией звукозаписывающих компаний (RIAA) за 5 000 000 копий, поставленных в США, и трижды платиновым по версии Британской ассоциацией производителей фонограмм (BPI) за 900 000 копий в Великобритании. По состоянию на 2014 год, по всему миру было продано 12 миллионов копий альбома.

## Список композиций
Слова и музыка всех песен — Брайана Адамса и Джима Валланса.
| №  | Название                              | Длительность |
| -- | ------------------------------------- | ------------ |
| 1. | «One Night Love Affair»               | 4:32         |
| 2. | «She’s Only Happy When She's Dancin’» | 3:14         |
| 3. | «Run to You»                          | 3:54         |
| 4. | «Heaven»                              | 4:03         |
| 5. | «Somebody»                            | 4:44         |

| №                   | Название                                 | Длительность |
| ------------------- | ---------------------------------------- | ------------ |
| 6.                  | «Summer of ’69»                          | 3:36         |
| 7.                  | «Kids Wanna Rock»                        | 2:36         |
| 8.                  | «It’s Only Love» (вместе с Тиной Тёрнер) | 3:15         |
| 9.                  | «Long Gone»                              | 3:57         |
| 10.                 | «Ain't Gonna Cry»                        | 4:06         |
| Общая длительность: | Общая длительность:                      | 37:58        |

| №                   | Название             | Длительность |
| ------------------- | -------------------- | ------------ |
| 11.                 | «Let Me Down Easy»   | 3:40         |
| 12.                 | «Teacher, Teacher»   | 3:48         |
| 13.                 | «The Boys Night Out» | 3:53         |
| 14.                 | «Draw the Line»      | 3:26         |
| 15.                 | «Play to Win»        | 3:28         |
| 16.                 | «Too Hot to Handle»  | 4:02         |
| 17.                 | «Reckless»           | 4:01         |
| Общая длительность: | Общая длительность:  | 64:11        |

| №                   | Название                   | Длительность |
| ------------------- | -------------------------- | ------------ |
| 1.                  | «Remember»                 | 4:32         |
| 2.                  | «The Only One»             | 4:39         |
| 3.                  | «It's Only Love»           | 3:50         |
| 4.                  | «Kids Wanna Rock»          | 3:16         |
| 5.                  | «Long Gone»                | 6:21         |
| 6.                  | «Cuts Like a Knife»        | 5:40         |
| 7.                  | «Lonely Nights»            | 3:55         |
| 8.                  | «Tonight»                  | 6:13         |
| 9.                  | «This Time»                | 3:37         |
| 10.                 | «The Best Was Yet to Come» | 2:43         |
| 11.                 | «Heaven»                   | 4:04         |
| 12.                 | «Run to You»               | 4:30         |
| 13.                 | «Somebody»                 | 4:20         |
| 14.                 | «Straight from the Heart»  | 3:17         |
| 15.                 | «Summer of '69»            | 4:40         |
| Общая длительность: | Общая длительность:        | 65:24        |

## Участники записи
- Брайан Адамс — гитара, вокал, фортепиано, гармоника, сопродюсер
- Keith Scott — гитара, бэк-вокал
- Тина Тёрнер — вокал на «It’s Only Love»
- Джим Валланс — перкуссия, продюсер
- Дейв Тейлор[англ.] — бас-гитара
- Pat Steward — ударные и бэк-вокал
- Tommy Mandel — клавишные
- Jody Perpick — бэк-вокал
- Mickey Curry — ударные
- Стив Смит — ударные на «Heaven»
- Mike Fraser, Michael Sauvage — звукоинженеры
- Bob Ludwig — мастеринг

## Позиции в хит-парадах
| Чарт (1984—1985)                    | Высшая позиция |
| ----------------------------------- | -------------- |
| Австралия (Kent Music Report)       | 2              |
| Канада (RPM Top Albums/CDs)         | 1              |
| Нидерланды (Album Top 100)          | 11             |
| Финляндия (Suomen virallinen lista) | 14             |
| Германия (Offizielle Top 100)       | 19             |
| Италия (Musica e dischi)            | 18             |
| Новая Зеландия (RMNZ)               | 1              |
| Норвегия (VG-lista)                 | 2              |
| Швеция (Sverigetopplistan)          | 5              |
| Швейцария (Schweizer Hitparade)     | 10             |
| Великобритания (UK Albums Chart)    | 7              |
| США (Billboard 200)                 | 1              |

| Чарт (1985)                        | Позиция |
| ---------------------------------- | ------- |
| Австралия (Kent Music Report)      | 9       |
| Канада (RPM)                       | 4       |
| Нидерланды (Album Top 100)         | 84      |
| Германия (Offizielle Top 100)      | 19      |
| Новая Зеландия (RMNZ)              | 9       |
| Норвегия (Summer Period, VG-lista) | 8       |
| США (Billboard 200)                | 2       |
| США (Top 100 Albums, Cash Box)     | 6       |

| Чарт (1986)         | Позиция |
| ------------------- | ------- |
| США (Billboard 200) | 66      |

| Чарт (1990)                | Позиция |
| -------------------------- | ------- |
| Нидерланды (Album Top 100) | 88      |

| Чарт (2024)                | Позиция |
| -------------------------- | ------- |
| Швеция (Sverigetopplistan) | 100     |

| Чарт (1958—2018)    | Позиция |
| ------------------- | ------- |
| США (Billboard 200) | 169     |

## Сертификации
| Регион | Сертификация   | Продажи    |
| --- | -------------- | ---------- |
| Австралия (ARIA) | Платиновый     | 70 000^    |
| Австрия (IFPI Austria) | Золотой        | 25 000*    |
| Канада (Music Canada) | 11× Платиновый | 1 100 000^ |
| Дания (IFPI Danmark) | Платиновый     | 20 000     |
| Германия (BVMI) | Золотой        | 250 000^   |
| Нидерланды (NVPI) | Платиновый     | 100 000^   |
| Новая Зеландия (RMNZ) | Платиновый     | 15 000^    |
| Польша (ZPAV) | Платиновый     | 60,000     |
| Швейцария (IFPI Switzerland) | Платиновый     | 50 000^    |
| Великобритания (BPI) | 3× Платиновый  | 900 000^   |
| США (RIAA) | 5× Платиновый  | 5 000 000^ |
| Итого |                |            |
| Мир | —              | 12,000,000 |
| * Данные о продажах приведены только на основе сертификации. · ^ Данные о тиражах приведены только на основе сертификации. · Данные о продажах + прослушиваниях приведены только на основе сертификации. |                |            |